# Navares de las Cuevas
Navares de la Cuevas ist eine Gemeinde (municipio) in der spanischen Provinz Segovia. Sie liegt im Süden der Autonomen Region Kastilien und León, an der Nordwestabdachung der Sierra de Guadarrama. Sie hat 25 Einwohner (Stand: 2024). Zur Gemeinde gehört auch die Wüstung Hortezuela.

## Geographie
Navares de la Cuevas liegt etwa 59 Kilometer nordnordöstlich vom Stadtzentrum von Segovia in einer Höhe von ca. 1146 m.
Navares de la Cuevas befindet sich innerhalb der Zone des kontinentalen mediterranen Klimas.

## Bevölkerungsentwicklung
| Jahr      | 1970 | 1981 | 1991 | 2001 | 2011 | 2021 |
| Einwohner | 96   | 26   | 29   | 30   | 22   | 23   |

## Sehenswürdigkeiten
- Mameskirche
- Marienkapelle
- Ruine der Christopheruskapelle in Hortezuela
- Herrenhaus der Markgrafen von Revilla

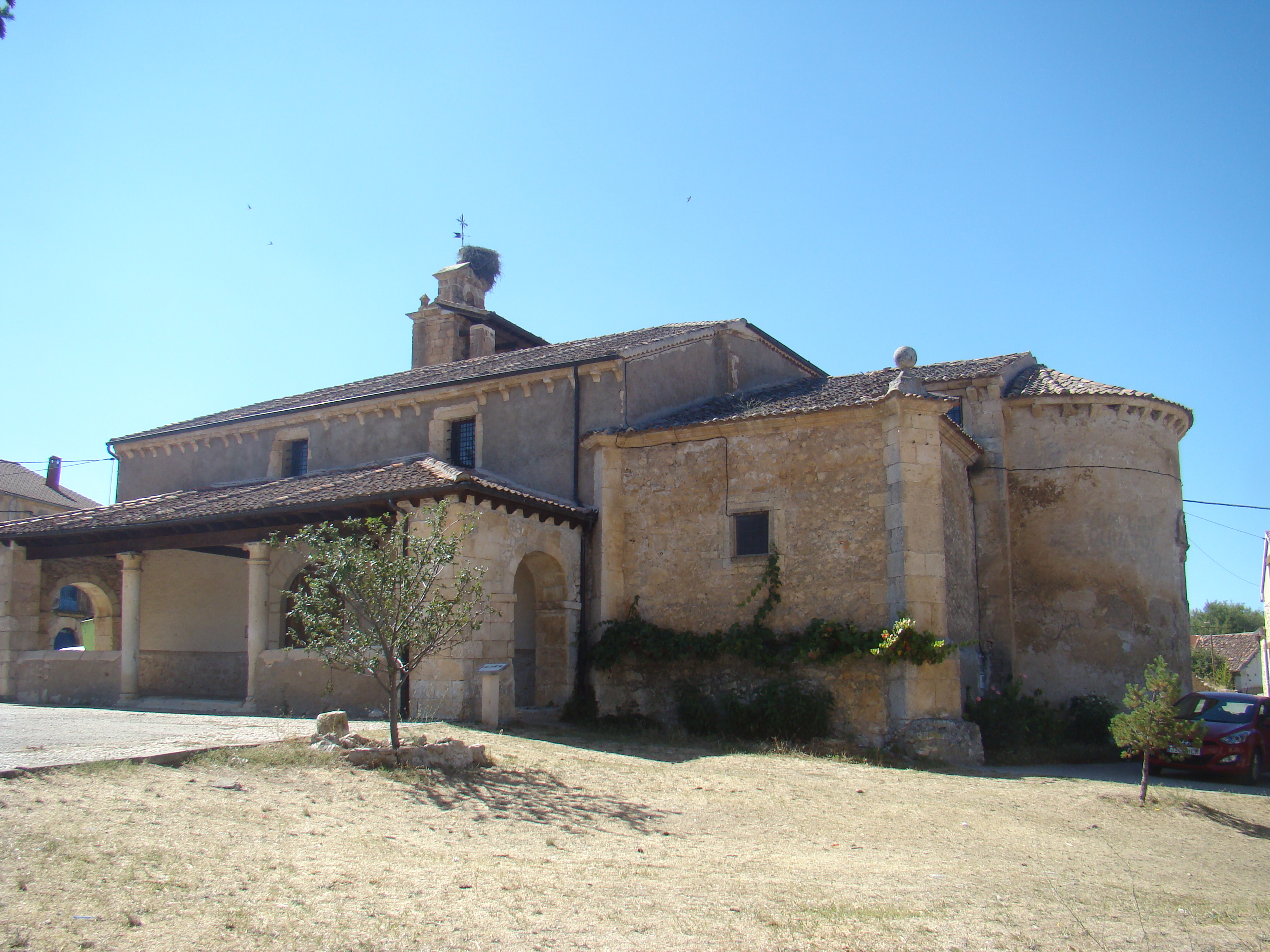
Mameskirche
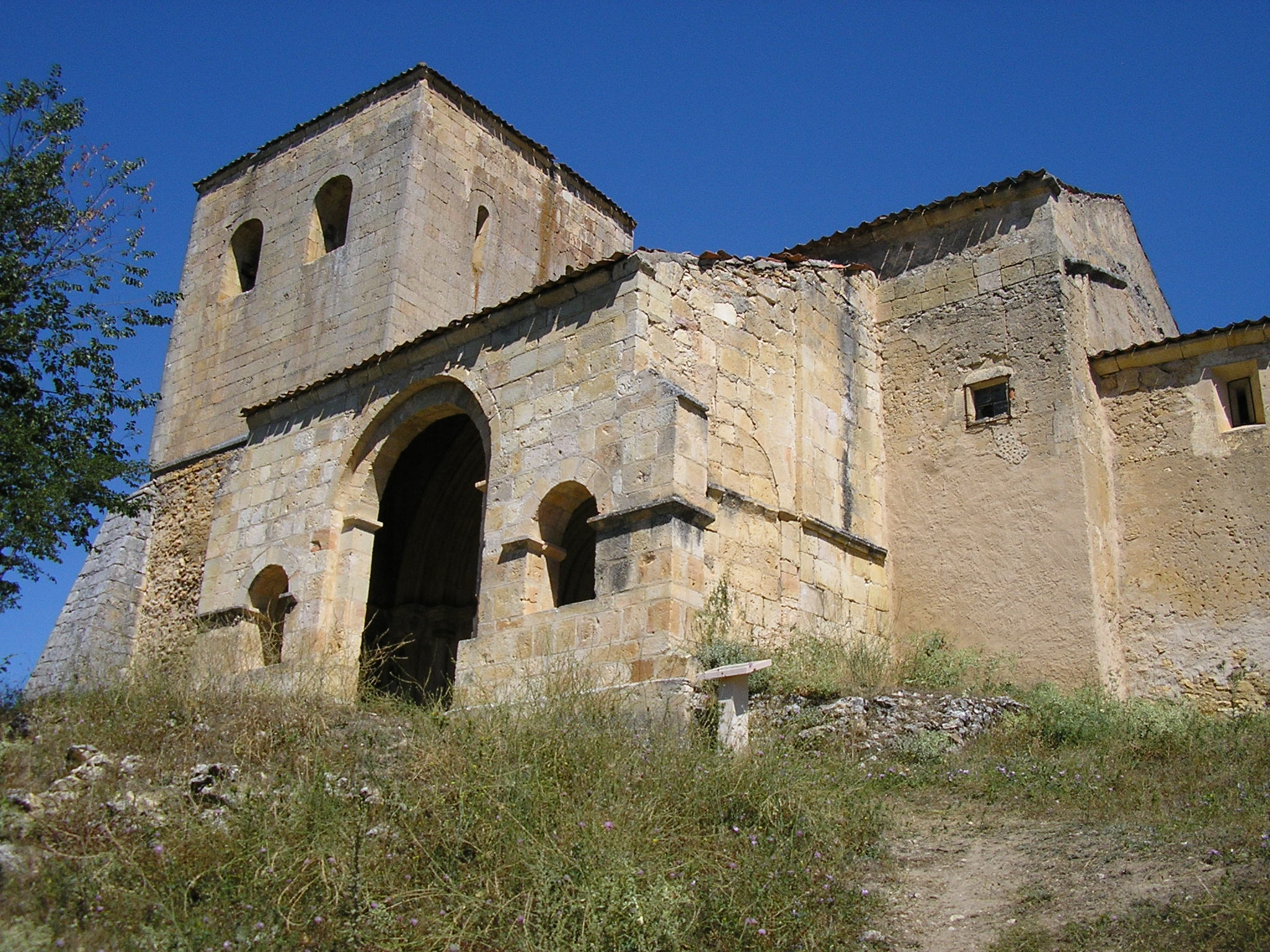
Marienkapelle
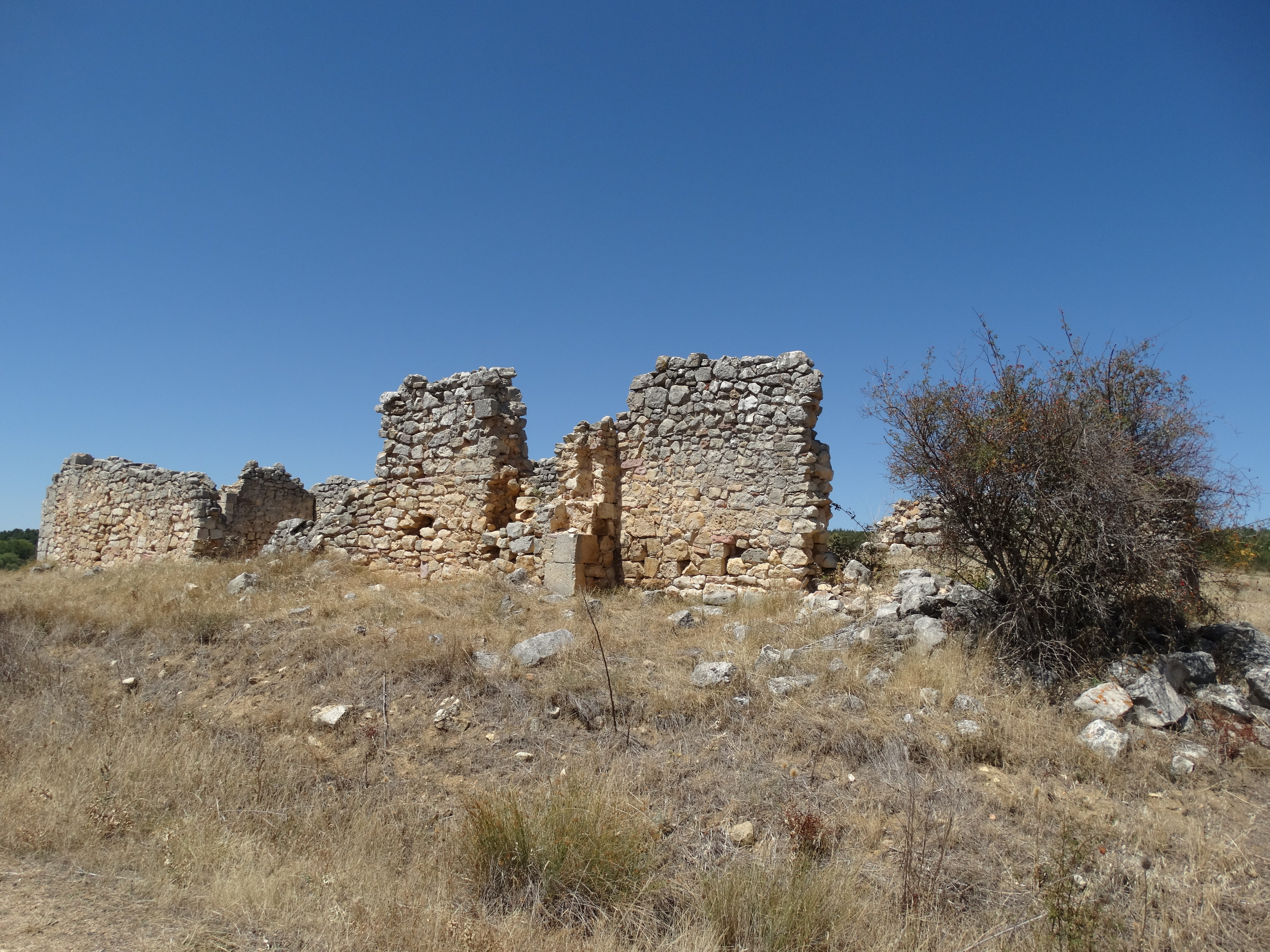
Ruine der Christopheruskapelle
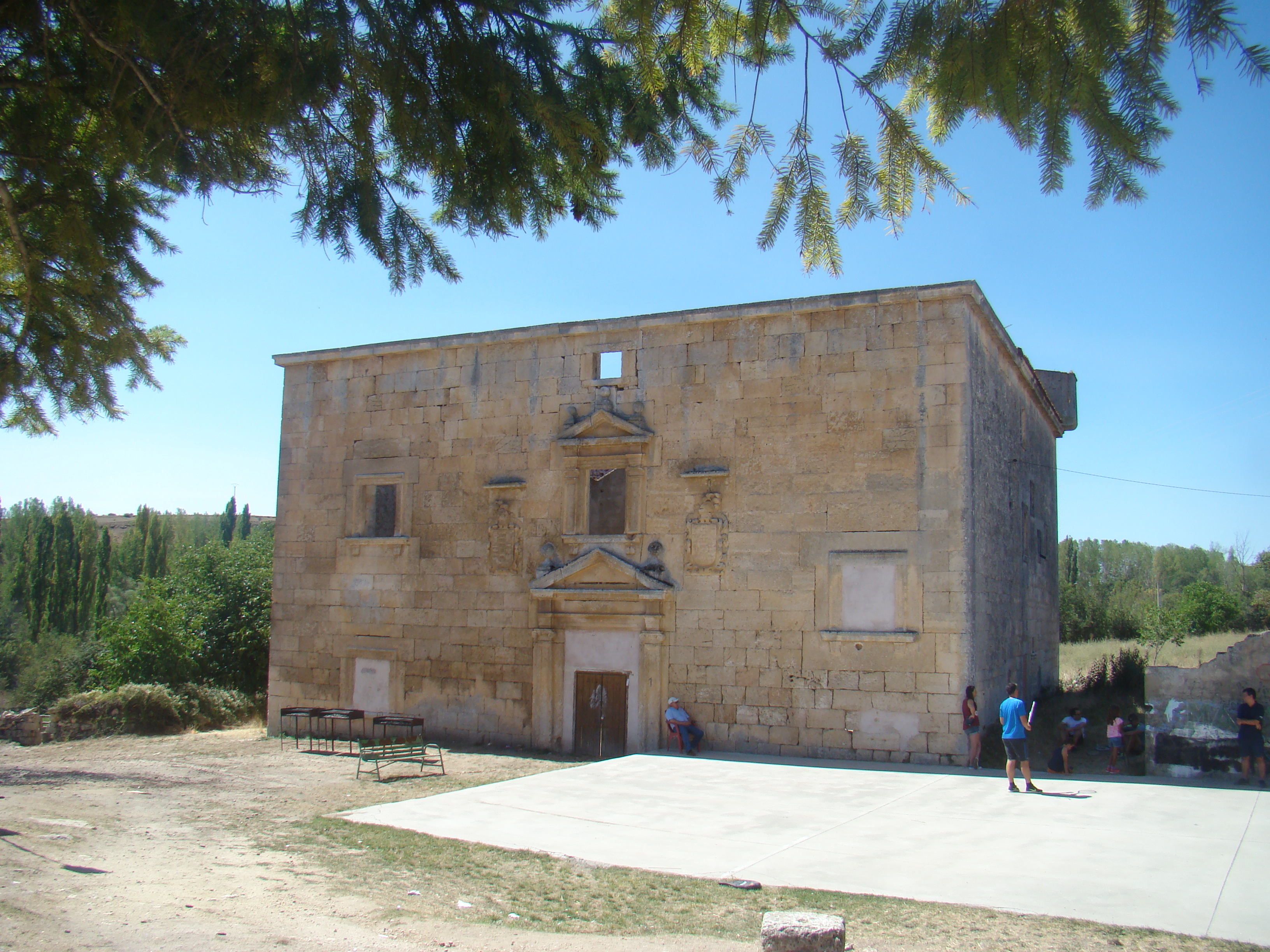
Markgräfliches Herrenhaus
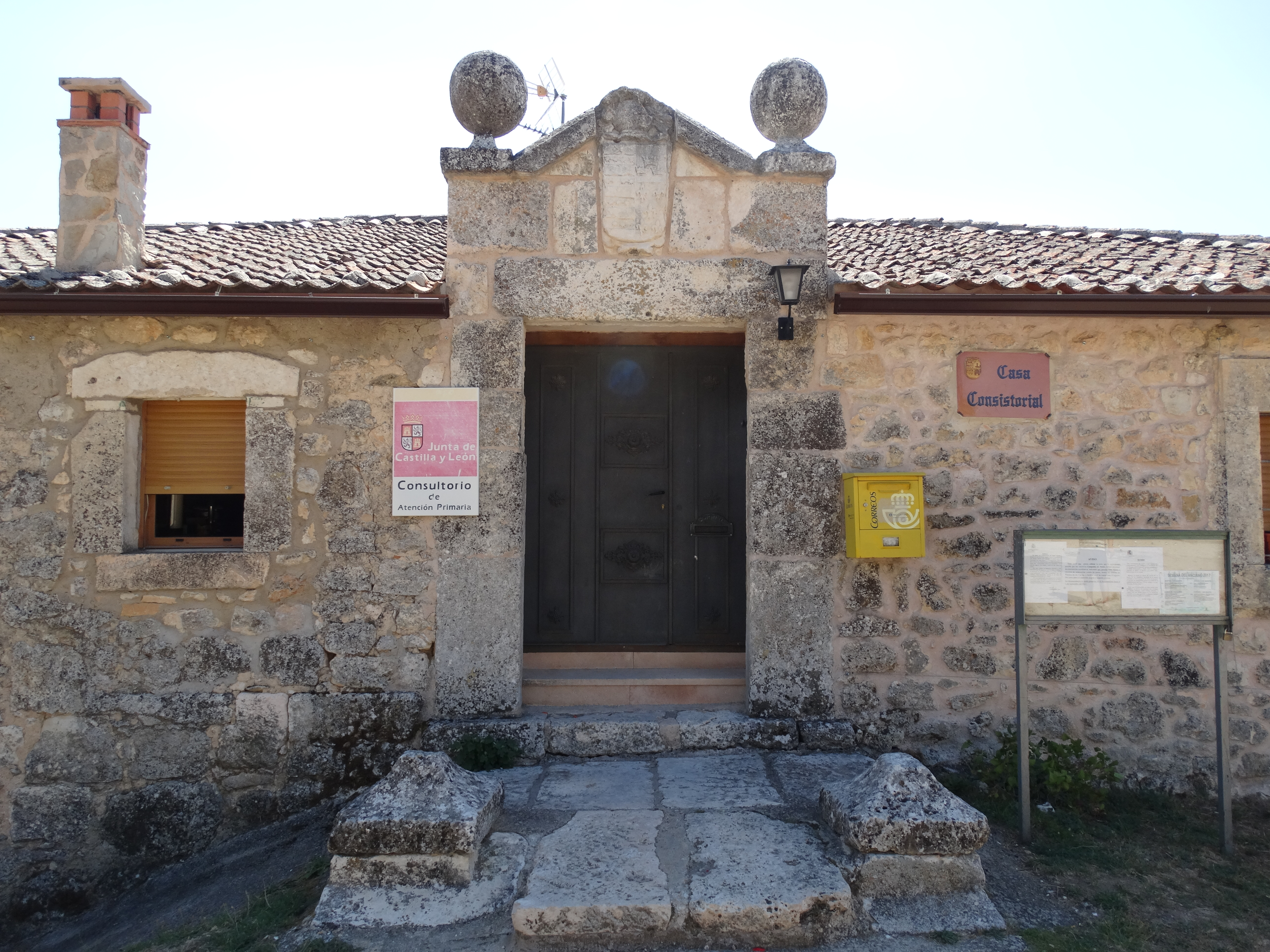
Rathaus